# Холи (Флорида)
Холи (енгл. Holley) насељено је место без административног статуса у америчкој савезној држави Флорида.

## Демографија
По попису из 2010. године број становника је 1.630.
| Група             | 2000.    | 2010.         |
| Белци             | 0 (0,0%) | 1.466 (89,9%) |
| Афроамериканци    | 0 (0,0%) | 37 (2,3%)     |
| Азијати           | 0 (0,0%) | 20 (1,2%)     |
| Хиспаноамериканци | 0 (0,0%) | 53 (3,3%)     |
| Укупно            | 0        | 1.630         |